# ولادیمیر اس. اسکولوچف
ولادیمیر اس. اسکولوچف (به روسی: Владимир Петрович Скулачёв؛ ۲۱ فوریهٔ ۱۹۳۵ – ۵ فوریهٔ ۲۰۲۳) زیست‌شیمی‌دان اهل اتحاد جماهیر شوروی و روسیه بود.
وی، برندهٔ جوایزی همچون نشان دوستی و جایزه دولتی اتحاد شوروی شده‌بود.